# حسین حسینی (بازیگر)
حسین حسینی، (زاده ۱۳۲۰ در تهران – درگذشت ۱۲ دی ۱۳۹۱ در تهران) بازیگر سینما، تئاتر و تلویزیون بود که با بازی در نقش سرگروهبان سریال‌های «سرکار استوار» و «صمد» به شهرت و محبوبیت فراوانی رسید.

## فعالیت هنری
حسین حسینی در سال ۱۳۲۰ در تهران زاده شد پس از دوران تحصیل به دلیل علاقه ای که به کار بازیگری داشت به تئاتر راه یافت و با نمایش "قرعه برای مرگ" فعالیت هنری خود را آغاز کرد. سپس به تلویزیون راه یافت و در چندین مجموعه از جمله "سرکار استوار"، "حرف تو حرف"، "زیر بازارچه"، "خانه‌به‌دوش (مراد برقی)"، "سفرهای سند باد"، "مرد اول" و مجموعه تلویزیونی "صمد" بازی کرد. ایفای نقش سرگروهبان در مجموعه «سرکار استوار» که مدت ۷ سال از تلویزیون پخش می‌شد موجب شهرت فراوان او شد بطوریکه پس از مدتی تکیه کلام "هر چی شما بگید سرکار" وی بر سر زبانها افتاد. حسین حسینی علاوه بر بازی در تلویزیون در چند فیلم سینمایی از جمله "صمد و قالیچه حضرت سلیمان"، " شهر آفتاب "، " مهدی مشکی " و "استوار و پاسبان " نیز ایفای نقش کرد.
سریال سرکار استوار یکی از سریال‌های محبوب و پرطرفدار قبل از انقلاب بود که از کارهای شاخص تلویزیون نیز محسوب می‌شد، این سریال توانسته بود عده زیادی از مردم را ۷ سال پای تلویزیونها بنشاند. سرگروهبان و سرکار استوار از شخصیت‌های اصلی کار محسوب می‌شدند که هرهفته در ماجرایی طنز، داستانی رو به تصویر می‌کشیدند، نقش سرکاراستوار را  عبدالعلی همایون و نقش سر گروهبان را  حسین حسینی اجرا می‌کردند.
او برای مدت کوتاهی به خوانندگی نیز روی آورد و محصول این کوشش یک صفحه گرامافون از کمپانی پارامونت است با دو ترانه «شهر غریب» و «شب میره و روز میاد».
برادر او هوشنگ حسینی خبرنگار مجله جوانان امروز است.

## بعد از انقلاب
وی که بعد از این سریال، در چندین سریال و فیلم دیگر نیز بازی کرد، در آغاز انقلاب در ایران به شمال سفر کرد و یک کارخانه کلوچه سازی دایر نمود. با ازدواج با فریده معتضدی، زندگی آرامی را شروع کرده و صاحب دو دختر بنام‌های حدیث و هیلدا شد، که حدیث ازدواج کرد و به کانادا کوچ نمود. حسینی در سالهای اخیر به تهران بازگشته بود، که در اوایل تابستان ۹۱ درگذشت.

## نقش‌ها
از معروف‌ترین نقش‌های ایشان می‌توان به نقش سرگروهبان در مجموعه فیلم‌های پرویز صیاد (صمد) و بازی در سریال‌هایی همچون خانه‌به‌دوش (مراد برقی)، زیر بازارچه، سفرهای سندباد و بسیاری از سریال‌های گوناگون که بعد از انقلاب اجازه پخش نگرفت اشاره نمود. از جمله کارهای دیگر این بازیگر می‌توان به سریال تلویزیونی «سرکار استوار» با ایفای نقش سرگروهبان در این مجموعه اشاره کرد که مدت ۷ سال با استقبال زیاد مردم از تلویزیون پخش می‌شد. فیلم‌های سینمایی «شهر آفتاب (فیلم)»، «صمد و قالیچه حضرت سلیمان»، «مهدی مشکی و شلوارک داغ» و «استوار و پاسبان» نیز از دیگر کارهای حسین حسینی هستند.

## مرگ
حسین حسینی صبح روز سه شنبه ۱۲ دی ماه، به علت ابتلا به تومور مغزی در سن ۷۱ سالگی در منزل خود در تهران درگذشت. پیکر این بازیگر از محل کوی نویسندگان تشییع و در قطعه هنرمندان به خاک سپرده شد.